# Jurij Siedych
Jurij Heorhijowycz Siedych (ukr. Юрій Георгійович Сєдих; ros. Юрий Георгиевич Седых, trb. Jurij Gieorgijewicz Siedych; ur. 11 maja 1955 w Nowoczerkasku, zm. 14 września 2021 w Pontoise) – radziecko-ukraiński lekkoatleta, specjalizujący się w rzucie młotem. Był dwukrotnym mistrzem olimpijskim, ponadto pozostaje aktualnym rekordzistą świata. Jeden z najwybitniejszych zawodników w historii rzutu młotem. Zwyciężał podczas wielkich imprez w ciągu 15 lat.

## Życiorys
Rozpoczął trenowanie rzutu młotem w wieku 12 lat w 1967. Od 1972 trenował go ówczesny mistrz olimpijski Anatolij Bondarczuk. W 1973 znalazł się w juniorskiej reprezentacji Związku Radzieckiego. Podczas Letnich Igrzysk Olimpijskich w 1976 w Montrealu odniósł swój pierwszy wielki triumf zwyciężając z nowym rekordem olimpijskim wynoszącym 77,52 m. Złoty medal zdobył także podczas mistrzostw Europy w 1978 w Pradze.
16 maja 1980 w Leselidze ustanowił swój pierwszy rekord świata w rzucie młotem. Podczas tych zawodów rekord świata bili kolejno: Siedych – 80,38 m, Jüri Tamm – 80,46 m i ponownie Siedych – 80,64. 8 dni później Jurij Siedych stracił rekord na rzecz Siergieja Litwinowa, który rzucił 81,66 m. Podczas Letnich Igrzysk Olimpijskich w 1980 w Moskwie ci dwaj młociarze oraz Jüri Tamm rywalizowali o zwycięstwo. Jurij Siedych już w pierwszym rzucie w finale poprawił rekord świata na 81,80 m i zdobył swój drugi w karierze złoty medal olimpijski.
Obronił tytuł mistrza Europy podczas mistrzostw w 1982 w Atenach. Podczas pierwszych mistrzostw świata w 1983 w Helsinkach zdobył srebrny medal za Siergiejem Litwinowem. Wskutek bojkotu Letnich Igrzysk Olimpijskich w 1984 w Los Angeles przez Związek Radziecki nie mógł w nich wystartować. Podczas zawodów Przyjaźń-84 w Moskwie zwyciężył rzutem na odległość 85,60 m (dla porównania Juha Tiainen zdobył złoto na igrzyskach w Los Angeles wynikiem 78,08 m). Wcześniej w lipcu odebrał rekord świata Siergiejowi Litwinowowi rzucając 86,34 m.
W 1986 dwukrotnie poprawiał swój rekord świata: najpierw 22 lipca wynikiem 86,66 m, a potem w finale mistrzostw Europy w Stuttgarcie 30 sierpnia rzutem na odległość 86,74 m. Jest to aktualny rekord świata.
Podczas Letnich Igrzysk Olimpijskich w 1988 w Seulu zdobył srebrny medal przegrywając z Litwinowem. Zwyciężył za to w swych ostatnich wielkich zawodach – mistrzostwach świata w 1991 w Tokio.
W swej karierze trzykrotnie zdobywał mistrzostwo Związku Radzieckiego: w 1976, 1978 i 1980.

## Życie prywatne
Był dwukrotnie żonaty, najpierw z Ludmiłą Kondratjewą, mistrzynią olimpijską w biegu na 100 m z igrzysk w Moskwie, zaś później z Natalją Lisowską, mistrzynią olimpijską z igrzysk w Seulu i rekordzistką świata w pchnięciu kulą.
Siedych miał dwie córki: starszą, Oksanę ze związku z Ludmiłą Kondratjewą i młodszą, Alexię, ze związku z Natalją Lisowską. Obie uprawiają rzut młotem, przy czym Oksana reprezentuje Rosję, zaś młodsza Alexia startuje w barwach reprezentacji Francji.
Zmarł 14 września 2021 na zawał mięśnia sercowego.